# Remel
Remel (biał. Рамель; ros. Рамель) – agromiasteczko na Białorusi, w obwodzie brzeskim, w rejonie stolińskim, w sielsowiecie Remel.
Siedziba parafii prawosławnej pw. św. Michała Archanioła (w miejscowości znajdują się dwie cerkwie – drewniana z 1762 r. i murowana z 1999 r.).
Zamieszkany był przez szlachtę zaściankową. W dwudziestoleciu międzywojennym leżał w Polsce, w województwie poleskim, w powiecie stolińskim, w gminie Chorsk. W tym okresie wieś była siedzibą parafii rzymskokatolickiej. Kościół nie został jednak zbudowany, a nabożeństwa odbywały się w domu prywatnym.
Po II wojnie światowej w granicach Związku Sowieckiego. Od 1991 w niepodległej Białorusi.